# Lògia Lautaro
La Lògia Lautaro va ser una organització llatinoamericana fundada per independentistes xilens i argentins el 1812. Era una branca de la Lògia Gran Reunió Americana o Lògia dels Cavallers Racionals, fundada pel pròcer (persona d'alta distinció d'una regió, ciutat o país) veneçolà Francisco de Miranda a Londres l'any 1797, que tenia com a finalitat aconseguir la revolució de la independència d'Hispanoamèrica de la corona d'Espanya i, sobre la base dels principis del liberalisme, establir un sistema de govern republicà i unitari.

## Origen i denominació
Al 1807, Francisco de Miranda va fundar a Cadis i a Madrid les filials dels Cavallers Racionals. La primera filial de la lògia es va establir a Cadis (Espanya) l'any 1811, amb el nom clau de Lògia Lautaro, fent referència al toqui o cabdill maputxe Lautaro, que va derrotar els conqueridors espanyols a la Capitania General de Xile al segle xvi i va mantenir independent de la corona espanyola, fins a la Guerra d'Independència, una part important del sud dels territoris que actualment formen Xile i Argentina.

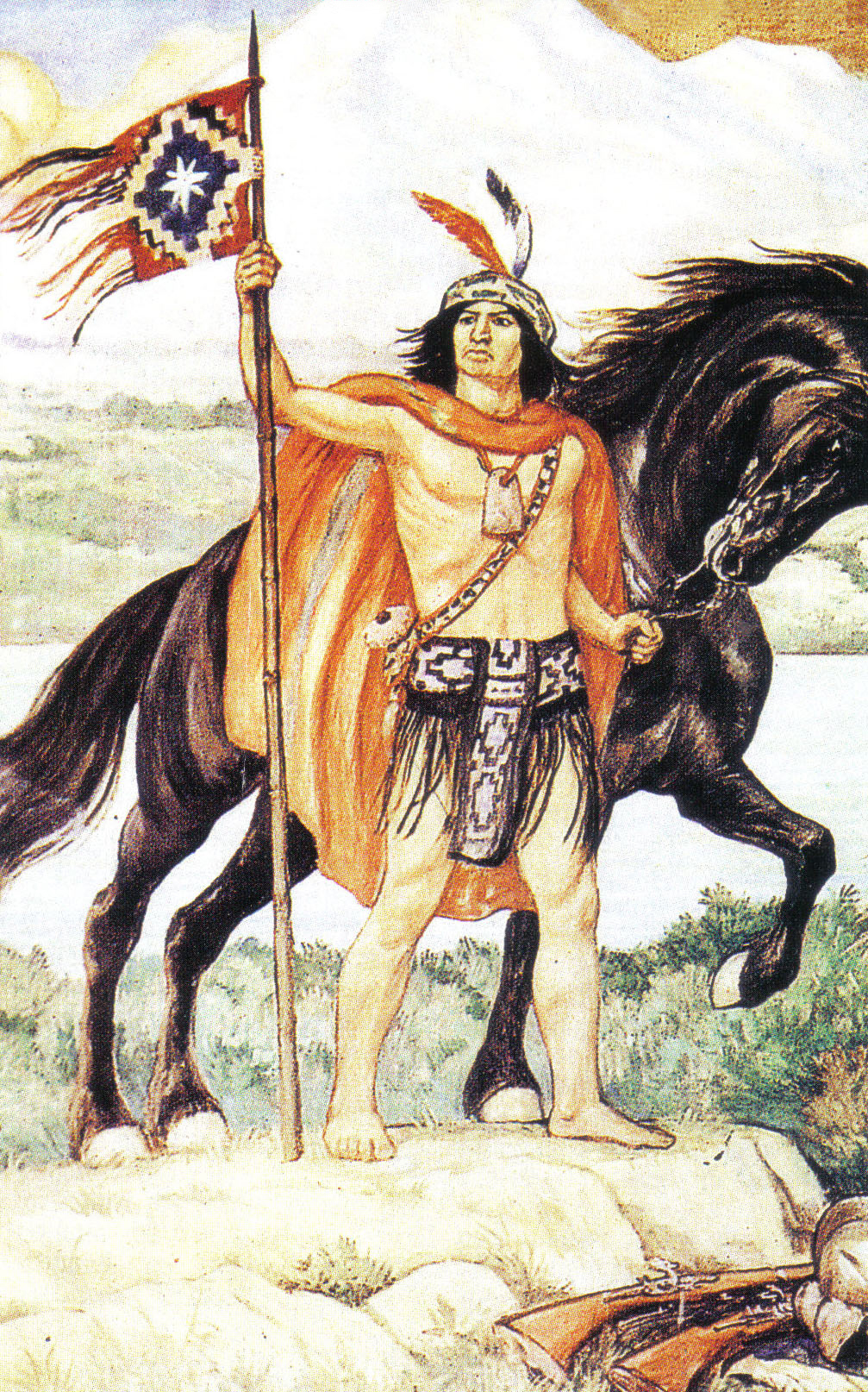
Toqui Lautaro, heroi de la guerra d'Arauco i inspiració pels Lliberadors d'Amèrica.

L'organització estava inspirada en les lògies de la maçoneria i als seus inicis va ser dirigida per José de Gurruchaga. Entre els principals membres que van participar en aquesta societat van destacar:
- Carlos María d'Alvear (argentí)
- Bernardo O'Higgins (xilè)
- José de San Martín (argentí)
- Tomás Guido (argentí)
- José Cortès de Madariaga (xilè)
- Julian Alvarez (argentí)
- Bernardo Monteagudo (argentí)
- José Antonio Álvarez Condarco (argentí)
- Juan Enrique Rosales (xilè)

## Relació amb la maçoneria
Quan José de Sant Martín, Carlos d'Alvear i altres patriotes van arribar a Buenos Aires al 1812, l'Ordre ja estava implantada: existia la Lògia Independència del 1795 i el 1810 es va establir una homònima, presidida per Julián Álvarez, la qual es va dir Lògia de San Juan, i va subministrar els elements bàsics per la Lautaro. Les Lautarines van ser lògies maçòniques operatives (en oposició a les especulatives) però no en el sentit tradicional del terme (és a dir, lligada als gremis de la construcció), sinó amb objectius revolucionaris, a més de simbòliques; d'aquí l'error de molts autors, fins i tot maçonics, que va permetre generar rondalles sobre aquest tema. San Martín va ser iniciat a la maçoneria a la Lògia Integritat de Cadis i d'allí va passar a la Lògia Cavallers Racionals Nº 3, on va rebre el Tercer Grau de la maçoneria simbòlica, el de Mestre Maçó, el 6 de maig del 1808. Posteriorment va fundar amb Alvear la Lògia Cavallers Racionals Nº 7.
José Stevenson Collante per la seva banda, va afirmar que en aquest procés revolucionari gran part dels seus membres tenien la doble investidura de maçons de Lògies Regulars Universals i de Maçons de Lògies Patriòtiques Revolucionàries Americanes.
Entre els membres principals que van participar van destacar: 
- José María Caro, de Mèxic
- Bernardo O'Higgins, Ramón Freire i Juan Mackenna, de Xile
- Juan Pablo Fretes, del Paraguai
- José de San Martín, Carlos María d'Alvear, Bernardo de Monteagudo, Gervasio Posades i Tomás Guido, de les Províncies Unides del Riu de la Plata (Argentina)
- José Cortès de Madariaga (sacerdot xilè, prócer (persona d'alta distinció d'una regió, ciutat o país) de Veneçuela)

## Lògia Lautaro de Buenos Aires
La Lògia Lautaro va tenir la seva primera filial a Amèrica a la Ciutat de Buenos Aires, al 1812, creada secretament per José de San Martín, Carlos María d'Alvear, i Julián Álvarez. Tenia com a objectiu principal lluitar per aconseguir la independència de l'Amèrica Espanyola, triomfant en l'àmbit militar, i fent que la política seguís aquest objectiu bàsic. Des de finals dle 1812 s'hi va unir la Societat Patriòtica, que va ser creada pels seguidors de Mariano Moreno.
San Martín havia participat a Londres en les reunions del grup que es van desenvolupar a les cases d'Andrés Bello i Luis López Méndez.
La Lògia Lautaro de Buenos Aires mantenia les seves reunions als domicilis d'algun dels seus membres o en un local situat en el que actualment és el carrer Balcarce, davant del Convent de Santo Domingo.
Entre els seus membres o "Germans" més importants hi havia:
- José de Sant Martín
- Carlos María d'Alvear
- José Matías Zapiola
- Ramón Eduardo de Anchoris
- Bernardo de Monteagudo
- Juan Martín de Pueyrredón
- Antonio Álvarez Jonte
- Nicolás Rodríguez Penya
- Julián Álvarez
- José Antonio Álvarez Condarco

La influència de la Lògia en la política del Riu de la Plata va arribar al seu punt més àlgid durant els governs del Segon Triumvirat i els dos primers Directors Suprems de les Províncies Unides del Riu de la Plata, Gervasio Posades i Carlos María d'Alvear.

## La "Gran Lògia" o la "Lògia Ministerial"
Després de la caiguda de Carlos María d'Alvear, la Lògia Lautaro va perdre influència però va cobrar un nou impuls amb el nombrament del nou Director Suprem, Juan Martín de Pueyrredón. Ell va ser qui va reorganitzar la Lògia Lautaro amb el nom de "Gran Lògia" o "Lògia Ministerial" i la va posar al seu servei. Aquesta nova lògia va ser dirigida pel Director Suprem Pueyrredón, el seu ministre Gregorio García de Tagle i el general Tomás Guido, amic i confident de San Martín.
Entre els seus membres van figurar personalitats heterogènies com:
- Juan Martín de Pueyrredón
- José de San Martín
- Tomás Guido
- Gregorio García de Tagle
- Vicente López i Planes
- Antonio Sáenz
- Feliciano Antonio Chiclana
- Felipe Arana
- Domingo French
- Antonio Luis Beruti
- Juan José Paso
- Pedro Agrelo
- Manuel Moreno
- Cornelio Saavedra
- Manuel Belgrano
- Eustoquio Díaz Vélez
- Marcos Balcarce
- Juan Larrea
- Esteban Agustín Gascón
- Julián Álvarez
- Ángel Augusto de Monasterio

La Gran Lògia va brindar el seu suport incondicional al Director Suprem i al Congrés de Tucumán i va ser el principal puntal del Pla Continental que va dur a terme el general de San Martín i l'Exèrcit dels Andes per aconseguir amb la Guerra de la Independència de Xile, que havia caigut novament en poder dels realistes, restaurar el govern independentista i posar fi al domini espanyol al Virregnat del Perú, el principal centre de poder espanyol a Amèrica del Sud.
La influència de la Lògia de Buenos Aires es va estendre a poc a poc entre altres països sud-americans, fundant-se diverses filials.
La lògia va ser dissolta l'any 1820 per diferències polítiques entre el Directori de Buenos Aires i el general San Martín. El govern havia encarregat a San Martín, mentre aquest es trobava preparant l'expedició al Perú, marxar amb el seu exèrcit contra les tropes dels cabdills federals, sublevats al litoral del país. Però San Martín s'hi va negar, adduint que no toleraria el "vessament de sang entre germans". Davant d'aquesta negativa, el Directori va decidir dissoldre la lògia, procés que va ser completat poc després de la Batalla de Cepeda, que va produir la caiguda de les autoritats nacionals i el començament de l'Anarquia de l'Any XX.

## Lògia Lautaro o Lògia Lautarina a Santiago de Xile
La principal missió de la Lògia Lautarina va ser establir governs independents a Amèrica Llatina. Donat el seu caràcter d'organització secreta va ajudar a coordinar i establir contactes entre molts líders de la independència de Xile i Argentina. Hi van haver membres destacats de la lògia com Bernardo O'Higgins i José de San Martín. O'Higgins va ser l'autor de la Constitució Mare de la Lògia Lautaro establerta al país xilé. El contacte entre la Lògia Lautarina xilena i les seves filials a Argentina va ser possible gràcies al mariscal de camp de San Martín, José Antonio Álvarez Condarco.
La Lògia Lautaro de Santiago de Xile es va instal·lar el 12 de març del 1817, després del triomf dels patriotes a la batalla de Chacabuco. Va tenir filials al Perú, Bolívia i Uruguai.
Actualment es discuteix si va ser la Lògia Lautarina la que va planejar l'afusellament dels germans Carrera (Juan José i Luis) a Mendoza i l'assassinat de Manuel Rodríguez a Til-Til, tots dos esdeveniments ocorreguts al 1818, i en els quals es va veure involucrat Bernardo de Monteagudo, membre de la Lògia.